# Starokatolická farnost Děčín-Podmokly
Starokatolická farnost Děčín-Podmokly, nazývaná též Starokatolická farnost Světec-Hostomice, je bývalá farnost starokatolické církve. Existovala v letech 1921–1946.
Filiální obec v Děčíně-Podmoklech vznikla roku 1891 sloučením místních skupin věřících konstituovaných v Podmoklech (1885), v Děčíně (1887) a v Ludvíkovicích-Folknářích (1888). Podléhala rovněž nejprve farnosti Varnsdorf a po jejím zřízení farnosti Krásná Lípa, oficiálním datem vzniku je však státní uznání 20. června 1910. Roku 1921 byla povýšena na samostatnou farnost.
Vlastního duchovního měla obec s přestávkami již od roku 1901, prvním duchovním správcem po zřízení farnosti roku 1921 se stal dosavadní správce Alois Paschek (pozdější biskup), pak krátce Eduard Gnedinger, ale již od roku 1924 musela být spravována z farnosti Varnsdorf. Roku 1927 k ní byl proto připojen filiální sbor ve Světci-Hostomicích, do té doby podléhající farnosti Arnultovice, a děčínským farářem se stal do roku 1935 jeho duchovní správce Franz Billich. Sídlil však nadále ve Světci a děčínsko-podmokelská farnost proto byla občas nazývána „farnost Světec-Hostomice“. V letech 1936–1941 farnost administroval Eduard Jech, poté byla neobsazena a byla opět spravována z Varnsdorfu.
Farnost přišla o své věřící v letech 1945–1946 v důsledku vysídlení Němců z Československa. Zanikla 28. července 1946, kdy byl počet starokatolických farností v Československu redukován na šest.
Obec dlouho neměla vlastní modlitebnu, starokatolický kostel byl postaven až v letech 1931–1934 na místě s romantickou vyhlídkou na Labe (ve středověku údajné místo městského popraviště), při silnici na Hřensko. V roce 1945 jej převzala Církev československá husitská, která jej roku 1958 předala pravoslavné církvi. Od roku 1976 jej spravovalo jako depozitář Okresní muzeum v Děčíně a v září 1989 vyhořel. Protože starokatolická církev nepozbyla oficiálně vlastnického práva ke kostelu, přihlásila se po roce 1990 a ruinu převzala; záměr rekonstrukce objektu však nakonec vzdala a roku 2008 jej prodala firmě Good Times Jaroslava Hroudy.